# Єловське сільське поселення (Ярський район)
Єло́вське сільське поселення (рос. Еловское сельское поселение) — муніципальне утворення у складі Ярського району Удмуртії, Росія. Адміністративний центр — село Єлово.

## Історія
Станом на 2002 рік до складу Єловської сільської ради входив також починок Орловський, який зараз перебуває у складі Пудемського сільського поселення.

## Господарство
В поселенні діють: дитячий садок, 2 школи, 2 бібліотеки, 3 клуби. З підприємств працюють ТОВ «Єлово», ТОВ «Колос».

## Населення
Населення — 489 осіб (2017; 552 у 2015, 638 в 2012, 650 в 2010, 972 у 2002).

## Склад
До складу поселення входять такі населені пункти:
| Населений пункт          | Населення, осіб (2002) | Населення, осіб (2010) | Населення, осіб (2012) |
| ------------------------ | ---------------------- | ---------------------- | ---------------------- |
| Бозіно, присілок         | 108                    | 77                     | 74                     |
| Великий Апевай, присілок | -                      | -                      | -                      |
| Єлово, село              | 350                    | 267                    | 267                    |
| Костромка, присілок      | 114                    | 90                     | 92                     |
| Кузьмино, присілок       | 163                    | 111                    | 104                    |
| Луза, присілок           | 67                     | 19                     | 17                     |
| Сосновка, присілок       | 23                     | 14                     | 14                     |
| Усть-Лекма, присілок     | 124                    | 72                     | 70                     |
| Феоктистово, присілок    | 23                     | -                      | -                      |